# من غير وداع (فلم)
من غير وداع فيلم مصري من إنتاج العام 1951.

## قصة الفيلم
إبان الحرب العالمية الثانية في منطقة العامرية بالإسكندرية، عاش (مجدي) مع زوجته (فاطمة) وإبنته الصغيرة (ماجدة) وحماه في سعادة وهناء، حيث يمتلك شركة مقاولات بعد أن صفى أعماله في القاهرة، يعمل معه صديقه (توفيق) الذي سبق أن كلفة بسداد ديونه عن شركته بالقاهرة، ولكنه لم يدفع وأتى بفواتير سداد مزورة، نتج عنها صدور حكم غيابي بالسجن خمس سنوات، وقُبض عليه وأفهم زوجته أنه على سفر، أعيدت محاكمته وعدل الحكم إلى ثلاث سنوات. وقعت غارة ألمانية على منزله فمات حماه والخادمة (عيشة) التي كانت ترتدي فستان أهدته إليها فاطمة، فظن الجميع أن الجثة لفاطمة، وتم إبلاغه بالسجن بموت حماه وزوجته وفقد ابنته.
```
خرج من السجن وبحث عن إبنته في كل مكان، وجد إعلانًا عن وظيفة بأحد الدوائر فتقدم إليها، واكتشف أن الدائرة لصديقه (منير زكي) الذي توفي وترك ثروته لزوجته (سامية) وهي شقيقة صديقه (توفيق)، تعرفت (سامية) عليه وظنته قد جاء لشراء محاصيل الدائرة، ولكنها عرفت قصته، فقامت بتعيينه في دائرتها ليتولى إدارتها، وشملته برعايتها وعطفها، وبذل كل جهد في إنجاح الدائرة وتطويرها، كما أنها قد تشاركت معه في الأرباح، كانت (سامية) مريضة بالقلب، وتمر بأزمات حادة، ولكن بعد مجيئ (مجدي) بدأت صحتها تتحسن وتتبدل نظرتها للدنيا، وأصبحت رغبتها في الحياة كبيرة، وبدأت تشعر نحوه بعاطفة حب تنمو، بينما كان هو على عهده بزوجته الراحلة في نظره. قابل مجدي (سليم أفندي) شريك (توفيق)، وعلم منه نذالة (توفيق) معه وأنه هو المسؤول عن دخوله السجن، فثارت ثائرة مجدي، ولكن وقوف سامية بجانبه وطردها لشقيقها جعله يعدل عن ترك العمل، وصارحته بحبها له وتزوجها، كانت (فاطمة) قد ذهبت عند عمتها بالقاهرة واكتشفت أنها قد ماتت، وقابلت الست (غندورة) التي رعتها وإبنتها في منزلها وعملت معها في حياكة الملابس، ورزقهم الله من حيث لا يعلمون. 
```

قرأت فاطمة اسم (مجدي) في الصحف حيث نُشر إعلانًا عن الدائرة، فذهبت إليه واكتشفت زواجه، فآصرّت عدم مقابلته وأرسلت إليه ابنته (ماجدة)، فعلم أن زوجته فاطمة لا زالت على قيد الحياة، واتصل بها وقابلها، انسحبت (سامية) بعد أن دخنت كمية كبيرة من السجائر وهي تعلم تماماً خطورتها على قلبها وأن التدخين يقضي عليها، وفضلت الذهاب إلى العزبة لتموت بعيدًا من غير وداع.

## فريق العمل
إخراج: أحمد ضياء الدين
سيناريو وحوار: محمد كامل حسين
مدير الإنتاج: عبد الحميد زكي
إنتاج وتوزيع: أفلام الضياء
مدير التصوير: روبير طمبا
تم إعداد الفيلم في ستوديو مصر

## بطولة
مديحة يسري (فاطمة)
عماد حمدي (مجدي)
عقيلة راتب (سامية)
زينات صدقي (غندورة)
سهير فخري (الطفلة ماجدة)
عبدالعزيز أحمد
محمود السباع (توفيق)
محمد توفيق
محمد الديب (سليم أفندي)
علي رشدي
محمد فاضل
عبد الحميد زكي
إبراهيم حشمت (منير زكي)
زكي إبراهيم
عواطف رمضان الخادمة عيشة
جراسيا قاصين
رشاد حامد
علية فوزي
عبد العزيز خورشيد
أنور زكي
عبد المنعم بسيوني
عباس الدالي
توفيق إسماعيل
سعاد فوزي